# Hermann Schridde
Hermann Schridde (Celle, 3 juli 1937 - Meißendorf, 18 mei 1985) was een Duits ruiter, die gespecialiseerd was in springen. Schridde won tijdens de Spelen van Tokio in 1964 de zilveren medaille individueel en de gouden medaille in de landenwedstrijd. Vier jaar later veroverde Schridde de bronzen medaille in de landenwedstrijd in Mexico-Stad. Schridde kwam in 1985 om het leven bij een vliegtuigongeluk.

## Resultaten
- Olympische Zomerspelen 1964 in Tokio  individueel springen met Dozent
- Olympische Zomerspelen 1964 in Tokio  landenwedstrijd springen met Dozent
- Olympische Zomerspelen 1968 in Mexico-Stad  landenwedstrijd springen met Dozent

1912: Lewenhaupt, Kilman, von Rosen ·
1920: König, von Rosen, Norling ·
1924: Thelning, Ståhle, Lundström ·
1928: Navarro, Álvarez, García ·
1936: Hasse, von Barnekow, Brandt ·
1948: Mariles, Uriza, Valdés ·
1952: White, Stewart, Llewellyn ·
1956: Winkler, Thiedemann, Lütke-Westhues ·
1960: Winkler, Thiedemann, Schockemöhle ·
1964: Schridde, Jarasinski, Winkler ·
1968: Day, Gayford, Elder ·
1972: Ligges, Wiltfang, Steenken, Winkler ·
1976: Parot, Rozier, Roguet, Roche ·
1980: Tsjoekanov, Poganovsky, Asmaje, Korolkov ·
1984: Fargis, Homfeld, Burr Howard, Smith ·
1988: Beerbaum, Brinkmann, Hafemeister, Sloothaak ·
1992: Raijmakers, Romp, Tops, Lansink ·
1996: Sloothaak, Nieberg, Kirchhoff, Beerbaum ·
2000: Beerbaum, Nieberg, Ehning, Becker ·
2004: Wylde, Ward, Madden, Kappler ·
2008: Ward, Kraut, Simpson, Madden ·
2012: Skelton, Maher, Brash, Charles ·
2016: Rozier, Staut, Bost, Leprévost ·
2020: von Eckermann, Baryard-Johnsson, Fredricson ·
2024: Maher, Charles, Brash
- Gemeinsame Normdatei: 1035137127
- MusicBrainz: 5b7c3a82-4764-4827-9950-a197c13b84ef
- Virtual International Authority File: 301994341